# Myrcia lajeana
Myrcia lajeana är en myrtenväxtart som beskrevs av Carlos Maria Diego Enrique Legrand. Myrcia lajeana ingår i släktet Myrcia och familjen myrtenväxter. Inga underarter finns listade i Catalogue of Life.